# Pattinaggio di velocità ai XXIII Giochi olimpici invernali - 1000 m maschile
La gara dei 1000 m maschile di pattinaggio di velocità dei XXIII Giochi olimpici invernali di Pyeongchang si è svolta il 23 febbraio 2018 sulla pista dell'ovale di Gangneung a partire dalle ore 19:00 (UTC+9).
Il pattinatore olandese Kjeld Nuis ha conquistato la medaglia d'oro, mentre l'argento e il bronzo sono andati rispettivamente al norvegese Håvard Holmefjord Lorentzen e al sudcoreano Kim Tae-yun.

## Record
Prima della manifestazione il record del mondo e il record olimpico erano i seguenti:
| Record mondiale | 1'06"42 | Shani Davis Stati Uniti      | 7 marzo 2009 Salt Lake City, Stati Uniti     |
| Record olimpico | 1'07"18 | Gerard van Velde Paesi Bassi | 16 febbraio 2002 Salt Lake City, Stati Uniti |

Nel corso della competizione non sono stati migliorati.

## Risultati
| Pos.    | Batteria | Corsia | Atleta                      | Nazione       | Tempo    | Distacco | Note |
| ------- | -------- | ------ | --------------------------- | ------------- | -------- | -------- | ---- |
| Oro     | 18       | I      | Kjeld Nuis                  | Paesi Bassi   | 1'07"95  | -        | TR   |
| Argento | 16       | I      | Håvard Holmefjord Lorentzen | Norvegia      | 1'07"99  | +0"04    |      |
| Bronzo  | 15       | O      | Kim Tae-yun                 | Corea del Sud | 1'08"22  | +0"27    |      |
| 4       | 13       | I      | Joey Mantia                 | Stati Uniti   | 1'08"564 | +0"61    |      |
| 5       | 14       | O      | Takuro Oda                  | Giappone      | 1'08"568 | +0"61    |      |
| 6       | 17       | I      | Kai Verbij                  | Paesi Bassi   | 1'08"61  | +0"66    |      |
| 7       | 14       | I      | Shani Davis                 | Stati Uniti   | 1'08"78  | +0"83    |      |
| 8       | 12       | O      | Nico Ihle                   | Germania      | 1'08"93  | +0"98    |      |
| 9       | 16       | O      | Koen Verweij                | Paesi Bassi   | 1'09"14  | +1"19    |      |
| 10      | 10       | I      | Mitchell Whitmore           | Stati Uniti   | 1'09"17  | +1"22    |      |
| 11      | 15       | I      | Alexandre St-Jean           | Canada        | 1'09"24  | +1"29    |      |
| 12      | 5        | I      | Cha Min-kyu                 | Corea del Sud | 1'09"27  | +1"32    |      |
| 13      | 9        | I      | Chung Jae-woong             | Corea del Sud | 1'09"43  | +1"48    |      |
| 14      | 13       | O      | Joel Dufter                 | Germania      | 1'09"46  | +1"51    |      |
| 15      | 10       | O      | Haralds Silovs              | Lettonia      | 1'09"50  | +1"55    |      |
| 16      | 18       | O      | Mika Poutala                | Finlandia     | 1'09"58  | +1"63    |      |
| 17      | 9        | O      | Sebastian Kłosiński         | Polonia       | 1'09"59  | +1"64    |      |
| 18      | 7        | O      | Marten Liiv                 | Estonia       | 1'09"75  | +1"80    |      |
| 19      | 17       | O      | Vincent De Haître           | Canada        | 1'09"79  | +1"84    |      |
| 20      | 4        | I      | Tsubasa Hasegawa            | Giappone      | 1'09"83  | +1"88    |      |
| 21      | 4        | O      | Konrád Nagy                 | Ungheria      | 1'09"92  | +1"97    |      |
| 22      | 11       | O      | Daniel Greig                | Australia     | 1'09"99  | +2"04    |      |
| 23      | 12       | I      | Konrad Niedźwiedzki         | Polonia       | 1'10"026 | +2"07    |      |
| 24      | 6        | O      | Daichi Yamanaka             | Giappone      | 1'10"027 | +2"07    |      |
| 25      | 3        | O      | Laurent Dubreuil            | Canada        | 1'10"03  | +2"08    |      |
| 26      | 2        | O      | Yang Tao                    | Cina          | 1'10"10  | +2"15    |      |
| 27      | 7        | I      | Denis Kuzin                 | Kazakistan    | 1'10"13  | +2"18    |      |
| 28      | 11       | I      | Ignat Golovatsiuk           | Bielorussia   | 1'10"140 | +2"19    |      |
| 29      | 8        | O      | Stanislav Palkin            | Kazakistan    | 1'10"149 | +2"19    |      |
| 30      | 3        | I      | Mirko Giacomo Nenzi         | Italia        | 1'10"16  | +2"21    |      |
| 31      | 8        | I      | Piotr Michalski             | Polonia       | 1'10"17  | +2"22    |      |
| 32      | 1        | O      | Henrik Fagerli Rukke        | Norvegia      | 1'10"25  | +2"30    |      |
| 33      | 5        | O      | Fyodor Mezentsev            | Kazakistan    | 1'10"62  | +2"67    |      |
| 34      | 6        | I      | Pedro Causil                | Colombia      | 1'10"71  | +2"76    |      |
| 35      | 1        | I      | Mathias Vosté               | Belgio        | 1'11"24  | +3"29    |      |
| 36      | 2        | I      | Pekka Koskela               | Finlandia     | 1'11"76  | +3"81    |      |